# هلند (پنسیلوانیا)
هلند (به انگلیسی: Holland) یک منطقهٔ مسکونی در ایالات متحده آمریکا است که در نورت‌همپتون تاونشیپ واقع شده‌است.